# Friqui

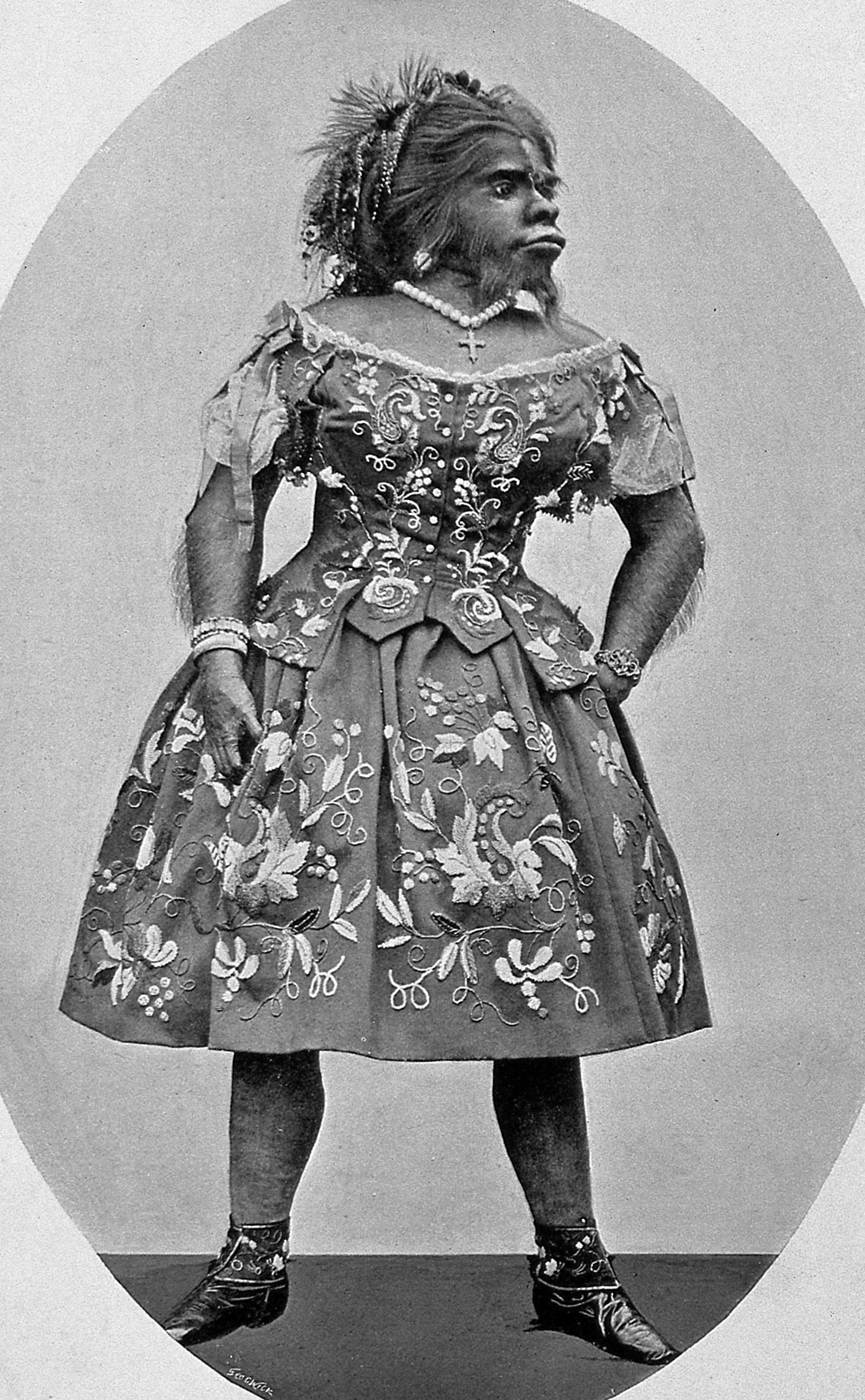
Julia Pastrana, una dona d'aparença inusual

Un friqui (de l'anglès freak, 'monstre, ésser deformat'), mitjançant l'espanyol friqui o friki és una persona obsessionada amb un tema o afició en concret, normalment extravagant, fins al punt de convertir-lo en una forma de vida. Normalment s'ha relacionat sobretot amb la informàtica, les pel·lícules i sèries de ciència-ficció, fantasia i manga, a més del món del còmic; però el terme pot estendre's a qualsevol afició desmesurada. En casos molt extrems, l'aficionat obsessiu compulsiu deixa de ser friqui i evoluciona a gosu. Al conjunt dels friquis o seguidors de la cultura friqui se'l sol denominar fandom.
En català, tot i que col·loquialment s'usa el terme friqui, aquest encara no és reconegut pel Diccionari de l'Institut d'Estudis Catalans ni és recollit a la Gran Enciclopèdia Catalana, sí que és reconegut per l'Acadèmia Valenciana de la Llengua.

## Història
Als Estats Units, el terme freak s'emprava com a estereotip per referir-se a les persones que es distingien per tenir alguna malformació o anomalia física (dones barbudes, homes elefant o persones d'alçada desmesuradament alta o baixa) i que eren exhibides als circs entre 1840 i la dècada de 1970. Un exemple d'aquest fenomen, origen del terme i el seu significat, es pot contemplar en la pel·lícula Freaks, dirigida per Tod Browning en 1932. Així mateix el guitarrista i cantant escocès Mark Knopfler, ex-capdavanter de Dire Straits, va compondre un tema sobre aquesta classe de personatges i la seva exhibició en els denominats freak shows, titulat Devil Baby. El terme també va ser popularitzat gràcies al còmic The fabulous furry Freak Brothers de finals dels seixanta. Segons alguns, l'origen directe de l'accepció que va prenent en català és la historieta estatunidenca Freak Brothers, uns personatges lletjos, ganduls i beneits.
A mitjan dècada de 2000 el terme va passar a usar-se a Espanya per referir-se, encara que en un altre context, a aquells personatges, com Carmen de Mairena, Leonardo Dantés o Paco Porras, que amb el seu comportament extravagant van aconseguir la fama i es van guanyar l'afecte del públic a través de les seves nombroses aparicions a certs programes de teleporqueria. El públic sembla gaudir-ne per dues vies: d'una banda, rient de qui fa el ridícul, amb un punt de crueltat, cosa que permet sentir-se superior a algú; d'altra banda, contemplant un desplegament de mal gust que, en el fons, comparteix.

## Dia de l'Orgull Friqui
En 2006 el bloguer Senyor Buebo va organitzar la celebració del primer Dia de l'Orgull Friqui a través d'Internet. L'esdeveniment va tenir bon acolliment i, des de llavors, cada 25 de maig els friquis commemoren mitjançant diversos actes l'estrena del llargmetratge de George Lucas La Guerra de les Galàxies, coincidint amb el Dia de la Tovallola (en honor de Douglas Adams, autor de la Guia galàctica per a autoestopistes) i amb el gloriós 25 de maig, dia de la rebel·lió en Treacle Mini Road, carrer molt conegut pels fans de la saga Discworld, de Terry Pratchett. No obstant això, algunes persones rebutgen radicalment la celebració d'aquest dia, per considerar-la una celebració que mostra un estereotip equivocat dels friquis.
El primer dia de commemoració es va celebrar a Espanya i a Internet, després que diversos mitjans de comunicació, com els diaris El País i El Mundo, donessin a conèixer la iniciativa, encara que l'apogeu va ser en la plaça del Callao de Madrid, on es va gravar una de les escenes més importants de la pel·lícula El día de la bestia de Álex de la Iglesia, i on un grup de persones disfressades es van concentrar per celebrar el seu dia, entre càntics i un pac-man humà. En 2008 la celebració va arribar fins als Estats Units i Mèxic, i en 2009, a Canadà.
Des de 2009 també se celebra el Frikoño, la Setmana Friqui de Logronyo, coordinada cada any per Tarilonte.

## Tipologia
- Anglès: geek. A Occident té el significat de "fanàtic dels gadgets" o "fanàtic de la tecnologia". Un bon geek sempre adquireix els nous aparells tan bon punt surten al mercat. En anglès s'entén com a friqui en general.
- Japonès: otaku. A Occident té el significat de "fanàtic del manga o anime", però al Japó es refereix al que està obsessionat amb qualsevol afició. Així, hi ha "anime otaku" o "pasocon otaku" (fanàtic dels ordinadors), per posar-ne dos exemples.